# Moana (cantora)
Moana Maree Maniapoto (22 de junho de 1961) é uma cantora, compositora e documentarista neozelandesa. Considerada uma das artistas indígenas de maior sucesso da Nova Zelândia, a sua música é descrita como uma fusão de haka, cantos e taonga pūoro tradicionais Māori, com soul contemporâneo, reggae e estilos clássicos. Moana foi brevemente casada com o político e radialista  neozelandês Willie Jackson, período durante o qual ela utilizava o nome Moana Maniapoto-Jackson, até se divorciar em 2001. Em 2016, foi incluída no Hall of Fame da Música da Nova Zelândia.

## Vida pessoal
Moana Maree Maniapoto nasceu em Invercargill, Nova Zelândia, onde foi criada como católica romana, sendo o seu primo Max Mariu, o primeiro bispo da Igreja Católica de ascendência ou etnia māori. Frequentou o St Joseph's Māori Girls' College em Napier e completou o ensino médio no McKillop College, em Rotorua, prosseguindo os seus estudos na Faculdade de Direito de Auckland, onde pagou parte das propinas ao cantar covers no competitivo circuito de clubes de Auckland. Durante os anos de faculdade, começou a questionar as suas crenças religiosas e as abandonou totalmente após o nascimento de seus filhos, passando a se considerar uma seguidora da espiritualidade tradicional Māori.

## Carreira

### 1986–1998: Moana and the Moahunters
Em 1986, Moana estreou-se como artista solo e lançou o tema "<i>Kua Makona</i>" como parte de uma campanha de prevenção para o Alcohol Advisory Council da Nova Zelândia. A música foi produzida por Maui Dalvanius Prime e alcançou 27ª posição na lista de singles da RIANZ. Em 1989, Moana formou a banda Moana and the Moahunters com Teremoana Rapley e Mina Ripia.
Em 1990, a banda lançou o tema "Black Pearl", que alcançou o 2º lugar na tabela de singles nacionais em 1991, rendendo a Moana o seu primeiro single de ouro.
Em 1991, Moana and the Moahunters lançaram "AEIOU (Akona Te Reo)", que combinava rap com música tradicional Māori. A letra do single incentivava os jovens Māori a preservar a sua cultura e tradições, aprender sobre a sua história e apelava a que todos os neozelandeses aprendessem a língua Māori. A canção foi nomeada para vários prêmios em 1991. A banda lançou o seu primeiro álbum Tahi em agosto de 1993.
O segundo álbum da banda, Rua, combinava pop, hip-hop e música Māori. As músicas abordavam temas como a espiritualidade e profecia. A capa do álbum usava símbolos tradicionais Māori. Outras canções discutiam questões coloniais, como o Tratado de Waitangi, assinado entre o povo Māori e o governo britânico na década de 1840. O grupo conquistou um disco de ouro na Nova Zelândia e um single de sucesso. Moana abandonou o grupo após se apresentar a solo no Vancouver Folk Festival de 1998.

#### Promoção da cultura Māori
Moana and the Moahunters destacaram-se pelo seu activismo e papel de divulgadores da identidade e música Māori durante um período em que a língua Māori e a sua cultura não eram nem divulgados nem aceites pela corrente mainstream. O seu trabalho teve uma significante influência, devido ao seu estilo inovador e alternativo, junto do público, sobretudo das camadas mais novas. Para além da música, o grupo ficou bem conhecido pelo seu uso da dança tradicional haka. Durante os concertos eram projectadas imagens do povo Māori e suas tradições, tais como as tatuagens Tā moko.
Apesar de atuarem maioritariamente em inglês, já que a maioria dos jovens Māori não falava o idioma dos seus antepassados no início da década de 1990, as letras do grupo enfatizavam a necessidade de estudar a sua história e cultura. Quando o grupo recebeu o prêmio da Indústria Musical da Nova Zelândia em 1992, acusaram a rádio neozelandesa de discriminação contra grupos maori, cuja música era categorizada como "underground" e recusada pelos DJs.

### 2002 – presente: Moana and the Tribe

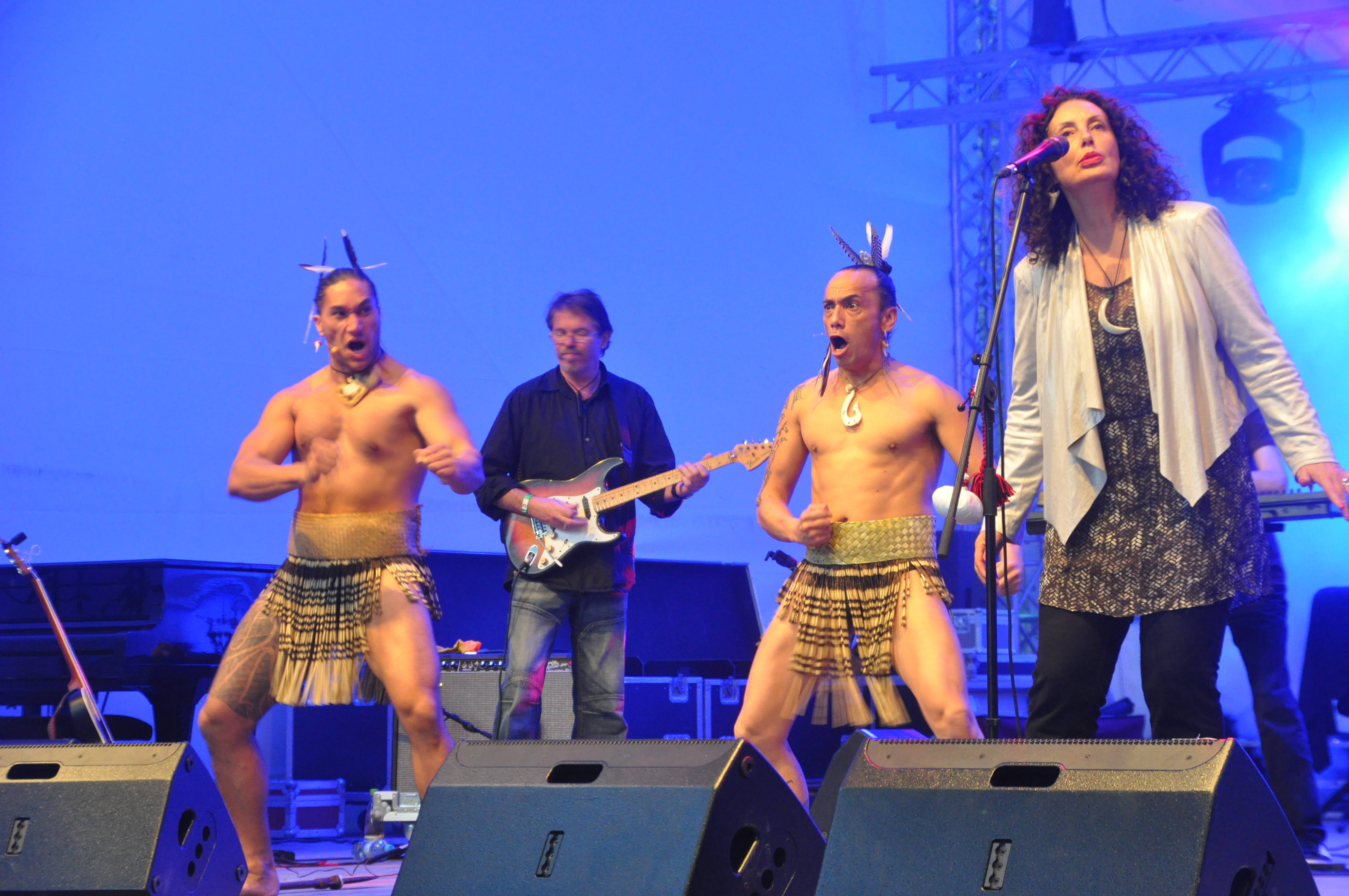
Moana and the Tribe (Nova Zelândia), 11º Horizonte World Music Festival (2013) em Koblenz (Alemanha)

Em 2002, Moana formou a banda Moana and the Tribe que consistia num grande colectivo de músicos e performers apaixonados pela cultura Māori. Desde a sua formação, a banda se tornou uma das bandas indígenas de maior sucesso na Nova Zelândia.
Em maio de 2008, Moana lançou o albúm Wha, seguindo-se tournés em 2008 e 2009 pela Alemanha, Austrália, Holanda, Turquia e Nova Zelândia. Em junho de 2009, apresentou e atuou na sessão de abertura da Bienal de Veneza.
Em 2014, Moana e sua banda formaram a Boomerang Collaboration com a banda escocesa Breabach, Shellie Morris, Casey Donovan e Djakapurra, atuando no festival Womad NZ, na Sydney Opera House, na Austrália, e na HebCelt, na Escócia. O albúm Rima foi finalista do Vodafone NZ Music Awards 2015 e a música "Upokohue" finalista do Prêmio APRA Maioha. Conquistou o 2º lugar na categoria Música do Mundo no Unisong International Song Contest.

## Outras atividades
Moana faz parte de uma premiada equipa de cineastas, liderada pelo seu parceiro e membro da banda Toby Mills. A sua obra documental inclui Guarding the Family Silver, exibido no National Geographic All Roads Film Festival e The Russians are Coming, exibido na Sydney Opera House durante o Message Sticks Indigenous Film Festival em 2012.
Também escreve regularmente para o jornal semanal on-line Māori e do Pacífico e-tangata .
Moana é ainda apresentadora do programa semanal de televisão de atualidades Te Ao with Moana da Māori Television.

## Reconhecimento
Moana vendeu o grande prêmio no Concurso Internacional de Composição Musical de 2003 com sua canção "Moko".
Nas homenagens ao aniversário da rainha, em 2004, Moana foi nomeada Membro da Ordem de Mérito da Nova Zelândia, pelos serviços prestados aos Māori e à música tradicional. É também a vencedora vitalícia do Toi Iho Māori Made Mark e recebeu o prêmio Te Tohu Mahi Hou a Te Waka Toi de 2005 da Te Waka Toi (Creative NZ), em reconhecimento da sua liderança e contribuição para o desenvolvimento de novas direções na arte maori. Moana recebeu ainda um Music Industry Award no Maori Waiata 2008 Awards, também pela sua contribuição positiva para a música Māori.

## Discografia

### Álbuns de estúdio
| Título                               | Dados do Albúm                                                                                             | Gráfico de posições |
| Título                               | Dados do Albúm                                                                                             | Nova Zelândia       |
| ------------------------------------ | --- | ------------------- |
| Tahi (como Moana and the Moahunters) | - Lançado: agosto de 1993 - Editora: Southside Records, Festival Records (D30787) - Formato: CD, Cassete   | 16                  |
| Rua (como Moana and the Moahunters)  | - Lançado: fevereiro de 1998 - Editora: Tangata (TANGCD532) - Formato: CD, cassete                         | 24                  |
| Toru (como Moana and the Tribe)      | - Lançado: 2003 - Rótulo: - Formato: CD                                                                    | –                   |
| Wha (como Moana and the Tribe)       | - Lançado: 2008 - Editora: Ode Records (BP001) - Formato: CD                                               | –                   |
| Acustic (como Moana and the Tribe)   | - Lançado: 2010 - Editora: RAJON (RRCD44) - Formato: CD - Gravado em 2004 no Helen Young Studios, Auckland | –                   |
| Rima (como Moana and the Tribe)      | - Lançado: setembro de 2014 - Editora: Blackpearl - Formato: DD                                            | –                   |

### Álbuns de compilação
| Título                          | Detalhes do álbum                                                |
| ------------------------------- | ---------------------------------------------------------------- |
| The Best of Moana and the Tribe | - Lançado: fevereiro de 2012 - Editora: Blackpearl - Formato: DD |

### Versões extendidas
| Título                  | Detalhes                                                              | Gráfico de posições |
| Título                  | Detalhes                                                              | Nova Zelândia       |
| ----------------------- | --------------------------------------------------------------------- | ------------------- |
| Kua Makona (como Moana) | - Lançado: 1987 - Editora: Maui Records (MAUIEP 11) - Formato: 12" LP | 30                  |

### Singles
| Título                        | Ano                                                   | Posições      | Álbum      |
| Título                        | Ano                                                   | Nova Zelândia | Álbum      |
| ----------------------------- | ----------------------------------------------------- | ------------- | ---------- |
| como Moana                    |                                                       |               |            |
| 1986                          | "<i>Kua Makona</i>"                                   | 27            | Kua Makona |
| como Moana and the Moahunters |                                                       |               |            |
| 1990                          | "Black Pearl"                                         | 2             | Tahi       |
| 1991                          | "AEIOU"                                               | 31            | Tahi       |
| 1993                          | "Peace, Love and Family" / "<i>Kua Makona</i>"        | 23            | Tahi       |
| 1993                          | "I'll Be the One" / "Rebel in Me"                     | 39            | Tahi       |
| 1994                          | "Tahi"                                                | 9             | Tahi       |
| 1995                          | "Give It Up Now"                                      | 24            | Rua        |
| 1996                          | "Prophecies"                                          | -             | Rua        |
| 1996                          | "Treaty"                                              | -             | Rua        |
| 1997                          | "Bird in a Tree"                                      | -             | Rua        |
| 1998                          | "Moko"                                                | -             | Rua        |
| como Moana and the Tribe      |                                                       |               |            |
| 2014                          | "Whole Worlds Watching"                               | -             | Rima       |
| 2016                          | "Huakirangi"                                          | -             |            |
| 2016                          | "Fire in Paradise" (com participação de Skarra Mucci) | -             |            |

## links externos
- Moana Maniapoto na Nova Zelândia na tela
- Moana Maniapoto. no IMDb.